# アドリアン・ポパ
アドリアン・ドゥミトル・ポパ（Adrian Dumitru Popa 、1988年7月24日 - ）は、ルーマニア・ブカレスト出身のプロサッカー選手。ルーマニア代表。ポジションは、フォワード。

## 経歴
2005年、FCポリテフニカ・ティミショアラのリザーブチームでキャリアをスタート。他クラブへのレンタルをはさみ2009年まで所属した。2009年7月、FCウニヴェルシタテア・クルジュに移籍。リーガ1昇格に貢献したが、会長との関係悪化により1年で退団した。
2010年、CSコンコルディア・キアジナに移籍。リーガ1昇格と翌シーズンの残留に貢献した。2012年8月、FCステアウア・ブカレストに移籍。
2017年1月27日、レディングFCに移籍。2020年10月16日、単年契約でFCヴォルンタリに加入。

## 代表歴

### ゴール
2016年10月8日現在
| No. | 開催日        | 開催地           | 相手国       | スコア | 結果 | 大会                        |
| --- | ------------- | ---------------- | ------------ | ------ | ---- | --------------------------- |
| 1   | 2016年6月3日  | ブカレスト       | ジョージア   | 1–0    | 5–1  | 親善試合                    |
| 2   | 2016年9月4日  | クルジュ＝ナポカ | モンテネグロ | 1–0    | 1–1  | 2018 FIFAワールドカップ予選 |
| 3   | 2016年10月8日 | エレバン         | アルメニア   | 0–2    | 0–5  | 2018 FIFAワールドカップ予選 |

## タイトル
ステアウア・ブカレスト
- リーガ1: 2012–13, 2013–14, 2014–15
- クパ・ロムニエイ: 2014–15, 2019–20
- クパ・リギー: 2014–15, 2015–16
- スーペルクパ・ロムニエイ: 2013